# Васильєво-Ханжоновське сільське поселення
Васильєво-Ханжоновське сільське поселення — муніципальне утворення у Неклинівському районі Ростовської області.
Адміністративний центр поселення — село Васильєво-Ханжоновка.
Населення — 1758 осіб (2010 рік).

## Географія
Васильєво-Ханжоновського сільського поселення розташоване на заході району у долині річки Мокрий Яланчик. Поселення на заході межує з Україною. У села Щербаково до Мокрого Яланчика впадає Сухий Яланчик.

## Історія
Земля поселення була основною територією Яланецької паланки Запорозької Січі. До 1925 року місцевість відносилася до Таганрізької округи УСРР. За переписом 1926 року серед населення переважали українці.

## Населення
За переписом населення 2010 року мешкало 1 758 осіб, у тому числі:
- росіяни — 1 580 (89,87 %)
- азербайджанці — 59 (3,36 %)
- українці — 56 (3,19 %)
- молдавани — 11 (0,63 %)
- білоруси — 6 (0,34 %)
- корейці — 6 (0,34 %)
- чеченці — 4 (0,23 %)
- німці — 3 (0,17 %)

## Адміністративний устрій
До складу Васильєво-Ханжоновського сільського поселення входять:
- село Васильєво-Ханжоновка — 541 особа (2010 рік);
- село Щербакове — 93 особи (2010 рік);
- хутір Благодатно-Єгорівський — 22 особи (2010 рік);
- хутір Миколаївсько-Іловайський — 188 осіб (2010 рік);
- хутір Миколаївсько-Козловський — 434 осіб (2010 рік);
- хутір Петропавлівський — 92 особи (2010 рік);
- хутір Пудовий — 177 осіб (2010 рік);
- хутір Талалаївський — 211 осіб (2010 рік).